# 潘努朗吉西
帕努潘旺沃拉代王子殿下潘努朗吉西（1859年1月11日—1928年6月13日），是泰王拉玛四世和特诗琳王太后之子，拉玛五世的亲弟弟。曾担任泰国军事部长。

## 后代
- 迪巴娅公主，嫁给春蓬亲王Abhakara Kiartivongse
- 披拉蓬·帕努德王子[2]